# B-stablo
B-stabla su strukture podataka u informatici. Karakteristike su mu potpuna balansiranost, sortiranje podataka po vrijednosti ključa i čuvanje određenog broja elemenata u jednom čvoru stabla. Operacije nad podacima stabla se obavljaju u amortizirano logaritamskom vremenu. B-stablo nalazi primjenu u magnetskim diskovima ili drugim sekundarnim uređajima za pohranu podataka kojima je dopušten izravan pristup.
B-stabla su slična crveno crnim stablima, ali su bolji u minimiziranju I/O operacija. Mnogi sustavi baza podataka za pohranu koriste b-stabla ili varijante b-stabala. Razlika između crveno-crnih stabala jest u tome što b-stabla mogu imati mnogo djece zbog faktora grananja dok im je visina O(lg n), a visina je puno manja nego u crveno-cnih stabala također zbog faktora grananja. Stoga se b-stabla mogu koristiti za skup operacija u vremenu O(lg n).
B-stabla su generalizirana binarna stabla pretraživanja. Ako unutarnji čvor x sadrži n[x] vrijednosti onda x ima n[x] + 1 djece. Vrijednosti u čvoru x se koriste kao točke grananja odvajajući raspon vrijednosti x-a u n[x] +1 podraspona u kojem svako dijete od x-a radi s jednom vrijednošću.  Kada pretražujemo vrijednost u b-stablu radimo {n[x] + 1 ) načina odluke baziranih na usporedbi s n[x] vrijenosti u čvoru. Struktura listovnih čvorova razlikuje se od one unutarnjih čvorova.
B-stablo s korijenom Z (korijen je korijen Z) ima sljedeća svojstva:
- Svaki čvor x ima sljedeća polja: 
  - n[x], broj vrijednosti trenutno spremljenih u čvoru x
  - n[x] su spremljene u nepadajućemo redoslijedu tako da su vrijednost {\displaystyle k_{1}\left[x\right]}  ≤ {\displaystyle k_{2}\left[x\right]} ≤ ··· ≤ {\displaystyle k_{n}\left[x\right]}
  - listovni čvor [x], boolean vrijednosti koja je TRUE ako je x listovni čvor i FALSE ako je x unutarnji čvor.

- Svaki unutarnji čvor x također sadrži n[x[+1 pokazivača {\displaystyle c_{1}\left[x\right]}, {\displaystyle c_{2}\left[x\right]}, ..., {\displaystyle c_{n\left[x\right]+1}\left[x\right]}. Listovni čvorovi nemaju djece te su stoga njihova polja {\displaystyle c_{i}\left[x\right]} nedefinirana.

- Vrijednosti {\displaystyle vrijednost_{i}\left[x\right]} odvajaju raspon vrijednosti spremljene u jednome podstablu: ako je {\displaystyle v_{i}} spremljena u prvome stablu s korijenom {\displaystyle c_{i}\left[x\right]} onda {\displaystyle v_{1}\leq vrijednost_{1}\left[x\right]\leq v_{2}\leq vrijednost_{2}\left[x\right]\leq ...\leq vrijednost_{n\left[x\right]}\left[x\right]\leq v_{n\left[x\right]+1}}

- Svi listovi imaju jednaku dubinu što na kraju daje visinu stabla (h).

- Postoje gornje i donje granice broja vrijednosti koje čvor može sadržavati. Ove granice mogu biti izražene u terminima fiksiranih cjelobornih tipova t ≥ 2 i zove se minimalni stupanj B-stabla:
  - Svaki čvor koji nije korijen mora imat najamanje t-1 vrijednosti. Svaki unutarnji čvor koji nije korijen ima stoga najmanje t djece. Ako stablo nije prazno korijen mora imati najmanje jednu vrijednost.
  - Svaki čvor može imati najviše 2t-1 vrijednosti. Stoga unutarnji čvor može imati najviše 2t djece. Kažemo da je čvor pun ako sadrži točno 2t-1 vrijednosti.

Najjednostavnije b-stablo se pojavljuje kada je t = 2. Svaki unutarnji čvor ima 2,3 ili 4 djeteta i imamo 2-3-4 stablo. U praksi se obično koriste mnogo veće vrijednosti.

## Osobine
Za B-stablo visine h, s konstantom k i brojem čvorova n važi sljedeće:
| Visina stabla                    | {\displaystyle h\leq \log _{k}\left({n+1 \over 2}\right)} |
| Minimalan broj čvorova (h > 0)   | {\displaystyle n=1+2\sum _{i=0}^{h-1}{(k+1)^{i}}}         |
| Minimalan broj elemenata (h > 0) | {\displaystyle n=1+2k\sum _{i=0}^{h-1}{(k+1)^{i}}}        |
| Maksimalan broj čvorova          | {\displaystyle n=\sum _{i=0}^{h}{(2k+1)^{i}}}             |
| Maksimalan broj elemenata        | {\displaystyle n=2k\sum _{i=0}^{h}{(2k+1)^{i}}}           |